# منشاري الحافة
منشاري الحافة (الاسم العلمي: Prionochilus)، جنس طير من الجواثم وفصيلة نقارات الزهر. يضم ستة أنواع مواطنها في شبه جزيرة الملايو وسومطرة وجاوا وبورنيو والفلبين.